# Musculus geniohyoideus
Der Musculus geniohyoideus (lat. für „Kinn-Zungbein-Muskel“) ist ein Skelettmuskel des Kopfes. Er hat seinen Ursprung an der Symphyse des Unterkiefers und seinen Ansatz am Zungenbein. Er dient dazu, das Zungenbein in der ersten Phase des Schluckakts mit vorzuziehen und agiert dabei zusammen mit dem Musculus digastricus und Musculus mylohyoideus. Die Innervation erfolgt durch den ersten Spinalnerven (C1), dessen Nervenfasern über den Nervus hypoglossus (Hirnnerv XII) zum Muskel gelangen. Er ist Teil der suprahyalen Muskulatur.